# نايف تلحوق
نايف حمود تلحوق (24 أبريل 1897 - 2 ديسمبر 1973) شاعر لبناني في القرن العشرين لمع في الشعر الزجلي. من بلدة عيتات، درس في الشويفات وكفرمتى ثم في عين عنوب. كان من تلامذة أمين آل ناصر الدين وظهرت موهبته الشعرية منذ طفولته. كان من وجهاء المنطقة وطائفته ودخل السياسة، سجن مرتين في 1920 و 1924. له ديوان طبع في 1971. 

## سيرته
ولد نايف بن حمود بن ضاهر بن حمد في عيتات في 24 نيسان 1897 وتلقى علومه مدرسة طانيوس سعد في الشويفات في سنة 1907 ثم في مدرسة كفرمتى لصاحبها اللغوي والشاعر أمين آل ناصر الدين 1908، ثم في مدرسة عين عنوب 1909 ثم عاد إلى مدرسة طانيوس سعد في الشويفات 1911 حيث تابع دراسته حتى سنة 1915، فظهرت موهبته الشعرية منذ طفولته فسمي شاعر المدرسة. 
كان من وجهاء المنطقة وله في السياسة يد لم يرض عنها الفرنسيون فسجنوه في سنة 1920 ثم 1924. توفي في 2 كانون الأول 1973 فرثاه الأستاذ عجاج نويهض والشيخ وديع تلحوق وغيرهما من كبار الأدباء.

## شعره
نظم القصيدة في 111 بيت من شعر على رسائل الحكمة لذا سميت بـالملحمة المعروفية وقد استخدم فيها اللهجة العامية المستعملة في جبل الدروز. 
- ديوان، طبع سنة 1971 قدم له عجاج نويهض ووليم صعب. [1]